# Orden léxico (ética)
En ética, el orden léxico (también llamado ordenamiento léxico) es un concepto introducido por el filósofo John Rawls en su influyente obra A Theory of Justice. Se trata de una forma de priorizar principios de justicia siguiendo una jerarquía estricta: cada principio debe cumplirse plenamente antes de considerar el siguiente. Esta estructura se conoce como “secuencia de principios máximos restringidos”.
Rawls utilizó esta idea para ilustrar cómo algunos valores, como la libertad, deben tener prioridad absoluta sobre otros, como la igualdad económica. La lógica detrás del orden léxico tiene cierta afinidad con conceptos matemáticos como el Lema de Zorn o el axioma de elección, lo cual sugiere que Rawls estaba al tanto de las conexiones entre su teoría y ciertas estructuras formales en lógica y teoría de conjuntos.

## Limitaciones reconocidas
A pesar de presentar el orden léxico como una herramienta central en su teoría de la justicia, Rawls también reconoce sus limitaciones. Por ejemplo, señala que una jerarquización tan estricta puede no ser válida en todos los contextos. En temas como la ética ambiental, los derechos de los animales, o la justicia entre generaciones, la rigidez del orden léxico plantea dificultades.
Aun así, Rawls defiende la necesidad de establecer algún tipo de prioridad entre principios como parte de los requisitos formales que toda concepción de justicia debe cumplir. En su visión, el orden léxico no es una solución perfecta o universal, sino una guía estructural útil para diseñar instituciones justas.

## Principios de prioridad
Rawls propone una jerarquía de tres principios de justicia, ordenados de forma léxica:
Prioridad de la libertad: Las libertades básicas, como la libertad de expresión o de conciencia, solo pueden restringirse para proteger un sistema general de libertades que sea igual para todos.
Igualdad equitativa de oportunidades: Todos deben tener las mismas posibilidades de acceso a posiciones sociales o económicas, sin importar su origen o condición.
Principio de la diferencia: Se permiten desigualdades económicas y sociales solo si benefician a los miembros más desfavorecidos de la sociedad.
Este orden implica que ningún principio puede sacrificarse por otro de nivel inferior, incluso si eso pareciera generar más beneficios generales. Por ejemplo, no está permitido limitar libertades fundamentales con el argumento de que eso mejoraría las condiciones económicas de los más pobres.

## Aplicaciones en bioética
En bioética y salud pública, la orden léxica ha sido una de varias metodologías exploradas para resolver conflictos entre principios éticos. Sin embargo, en el enfoque ampliamente utilizado de los “cuatro principios” (beneficencia, no maleficencia, justicia y respeto por la autonomía), no se propone una jerarquización léxica. Este modelo se contrasta con teorías de equilibrio o apelaciones en conflicto, señalando que estas últimas pueden verse influenciadas por intuiciones subjetivas o sesgos preexistentes.